# Sidera Lodoicea

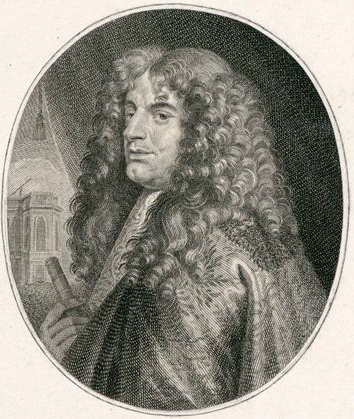
Кассіні

Sidera Lodoicea («зорі Людовика») — латинська назва, яку астроном Джованні Доменіко Кассіні дав чотирьом супутникам Сатурна, відкритим ним у 1671, 1672 та 1684 роках і опублікованих у його роботах «Відкриття двох нових планет навколо Сатурна» (Découverte de deux nouvelles planètes autour de Saturne) 1673 року та в «Журналь де Саван» 1686 року. Зараз ці супутники відомі під такими назвами, даними їм у 1847 році:
- Япет або Сатурн VIII, відкритий 25 жовтня 1671
- Рея або Сатурн V, відкрита 23 грудня 1672
- Тефія або Сатурн III, відкрита 21 березня 1684
- Діона або Сатурн IV, відкрита 21 березня 1684

|  |  |  |  |

Назва Sidera Lodoicea означає «зорі Людовика», від латинського sidus «зоря» та Lodoiceus, новоствореного прикметника від Lodoicus, однієї з кількох латинських форм імені Людовик. Кассіні обрав назву на честь короля Франції Людовика XIV, який правив з 1643 по 1715 рік і був благодійником Кассіні як покровитель Паризької обсерваторії, директором якої був Кассіні.
Назва була створена за моделлю Sidera Medicea, «Медічейські зорі», латинської назви, використаної Галілеєм для назви чотирьох галілеєвих супутників Юпітера, на честь флорентійського роду Медічі.

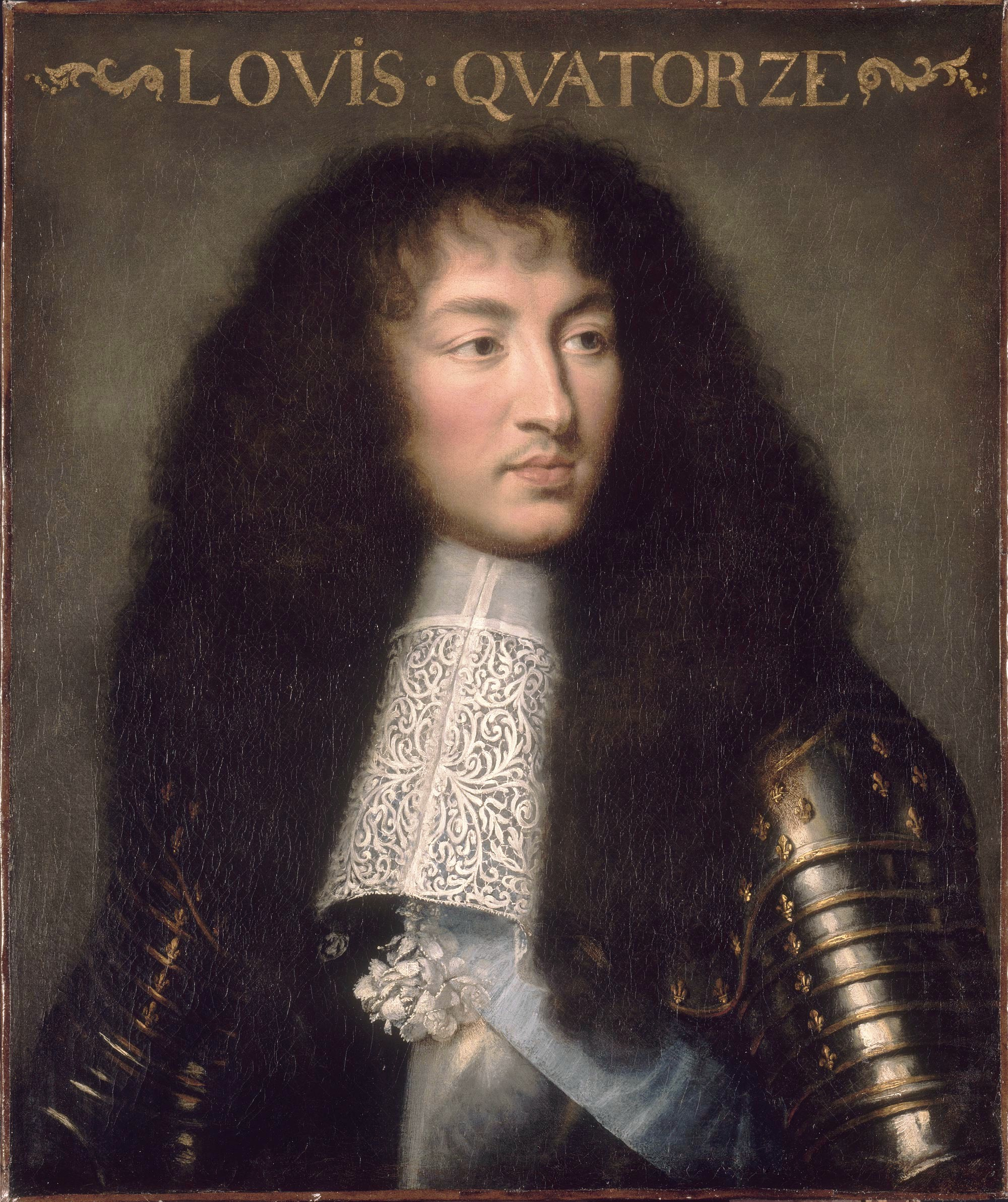
Людовик XIV

Наступне пояснення Кассіні (1686) дає його обґрунтування обраної назви:
|  | У висновку відкривач вважає, що стародавні астрономи, переклавши імена своїх героїв серед зір, передали нам ці імена незмінними, незважаючи на спроби наступних віків змінити їх; і що Галілей, за їхнім прикладом, вшанував дім Медічі відкриттям супутників Юпітера, зробленим ним під захистом Козіма II; ці зорі завжди будуть відомі під ім'ям Sidera Medicea. Звідси він приходить до висновку, що супутники Сатурна, будучи набагато величнішими та важчими для виявлення, гідні носити ім'я Людовика Великого, під час правління якого та в чиїй обсерваторії вони були виявлені, які тому він називає Sidera Lodoicea, не сумніваючись у тому, щоб увічнити ім'я цього короля монументом, набагато міцнішим, ніж пам'ятник з латуні та мармуру, який буде споруджено на його пам'ять. |